# Péninsule Malaise
Pour les articles homonymes, voir malaise.
Ne doit pas être confondu avec Malaisie péninsulaire.
Géographiquement, la péninsule Malaise (en malais Semenanjung Tanah Melayu), parfois appelée péninsule de Malacca, est la bande de terre située en Asie du Sud-Est qui, partant de l'Ouest de la péninsule indochinoise, s'amorce en suivant une direction nord-nord-ouest/sud-sud-est, partagée à ce niveau entre la Birmanie côté ouest et la Thaïlande côté est, se rétrécit au niveau de l'isthme de Kra (en Thaïlande) pour s'élargir de nouveau et se terminer au détroit de Johore. Elle sépare dans sa partie nord la mer d'Andaman du golfe de Thaïlande et dans sa partie sud le détroit de Malacca de la mer de Chine méridionale. 
Politiquement, la péninsule Malaise est répartie sur quatre États :
- le Sud de la Birmanie, qui occupe l'ouest de la partie septentrionale de la péninsule ;
- le Sud de la Thaïlande, qui occupe l'est de cette partie septentrionale, puis l'isthme de Kra, ainsi que la partie centrale de la péninsule ;
- la partie de la Malaisie appelée « Malaisie péninsulaire » ou « Malaisie occidentale » au sud de la péninsule ;
- la ville-État de Singapour, qui, en tant qu'île, ne fait pas partie de la péninsule, mais est reliée au continent par la Chaussée Johor-Singapour et par le Malaysia-Singapore Second Link.

Géographiquement, ces territoires comprennent uniquement les parties continentales, ce qui  exclut d'une part les îles environnantes (comme les îles de Pangkor et Penang) et d'autre part Singapour, État insulaire  dont la majeure partie se situe sur l'île d'Ujong.
Traditionnellement, les Malais de Malaisie appellent Tanah Melayu, « la terre des Malais », la partie de la péninsule qu'ils peuplent. Cette expression a une connotation politique. La création de l'Union malaise en 1946-1948 par les Britanniques, réunissant les neuf États malais traditionnels et les colonies de Malacca et Penang, a répondu à ces attentes, notamment en conservant le pouvoir symbolique des sultans.
Cependant, l'ancien royaume de Patani fait depuis le XVIIIe siècle partie de la Thaïlande. Cette zone de culture malaise et à majorité musulmane, proche de la frontière malaisienne est troublée par des mouvements autonomistes en guerre contre le pouvoir de Bangkok. Pourtant il ne semble pas y avoir de demande de rattachement à la Malaisie.